# Роквер (коммуна)
Роквер (фр. Roquevaire) — коммуна на юго-востоке Франции в регионе Прованс — Альпы — Лазурный Берег, департамент Буш-дю-Рон, округ Марсель, кантон Обань.
Площадь коммуны — 23,83 км², население — 8319 человек (2006) с выраженной тенденцией к росту: 8693 человека (2012), плотность населения — 364,8 чел/км².

## Население
Население коммуны в 2011 году составляло 8548 человек, а в 2012 году — 8693 человека.
| 1962 | 1968 | 1975 | 1982 | 1990 | 1999 | 2005 | 2006 | 2010 | 2011 | 2012 |
| ---- | ---- | ---- | ---- | ---- | ---- | ---- | ---- | ---- | ---- | ---- |
| 3408 | 3854 | 5042 | 5619 | 7061 | 7853 | 8299 | 8319 | 8549 | 8548 | 8693 |

Динамика населения:

## Экономика
В 2010 году из 5638 человек трудоспособного возраста (от 15 до 64 лет) 4090 были экономически активными, 1548 — неактивными (показатель активности 72,5 %, в 1999 году — 67,4 %). Из 4090 активных трудоспособных жителей работали 3659 человек (1931 мужчина и 1728 женщин), 431 числились безработными (203 мужчины и 228 женщин). Среди 1548 трудоспособных неактивных граждан 507 были учениками либо студентами, 531 — пенсионерами, а ещё 510 — были неактивны в силу других причин.
На протяжении 2010 года в коммуне числилось 3569 облагаемых налогом домохозяйств, в которых проживало 8489,5 человек. При этом медиана доходов составила 22 тысячи 163 евро на одного налогоплательщика.